# Oncophanes minutus
Oncophanes minutus är en stekelart som först beskrevs av Wesmael 1838.  Oncophanes minutus ingår i släktet Oncophanes och familjen bracksteklar. Arten är reproducerande i Sverige. Inga underarter finns listade i Catalogue of Life.